# Vodopád Bystrého potoka
Vodopád Bystrého potoka je národní přírodní památka v oblasti Poľana. Nachází se v katastrálním území obce Hriňová v okrese Detva v Banskobystrickém kraji na Slovensku. Území bylo vyhlášeno či novelizováno v roce 1982. Ochranné pásmo nebylo stanoveno.